# Lasiophila orbifera
Lasiophila orbifera är en fjärilsart som beskrevs av Butler 1868. Lasiophila orbifera ingår i släktet Lasiophila och familjen praktfjärilar. Inga underarter finns listade i Catalogue of Life.

## Bildgalleri

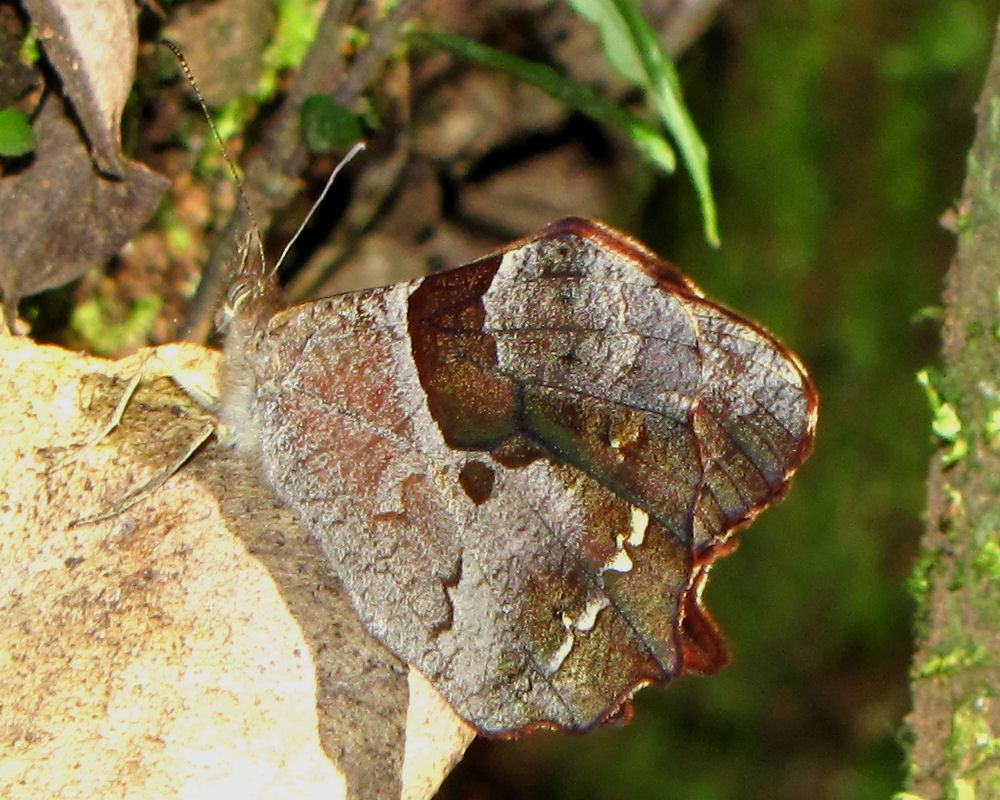
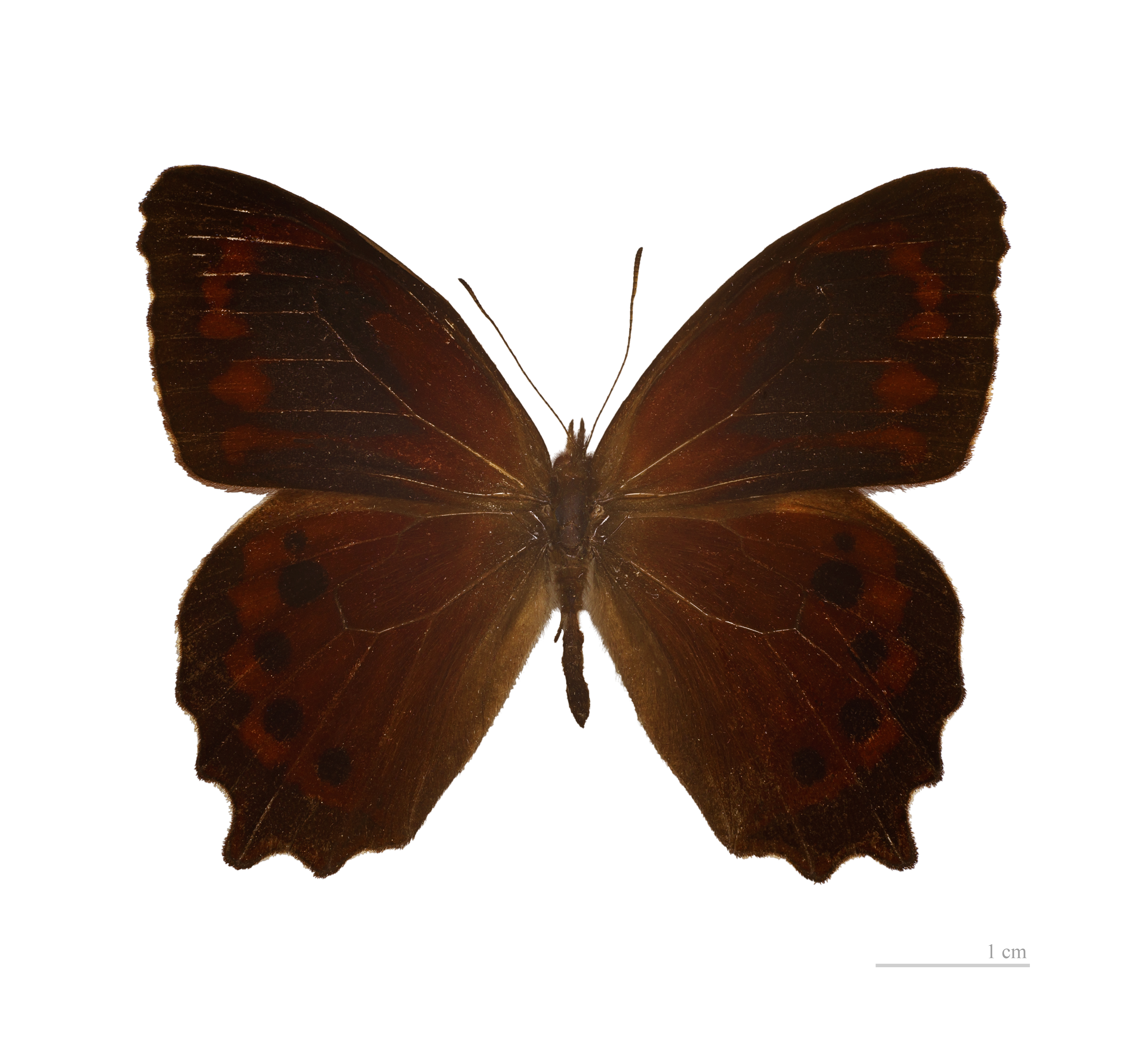
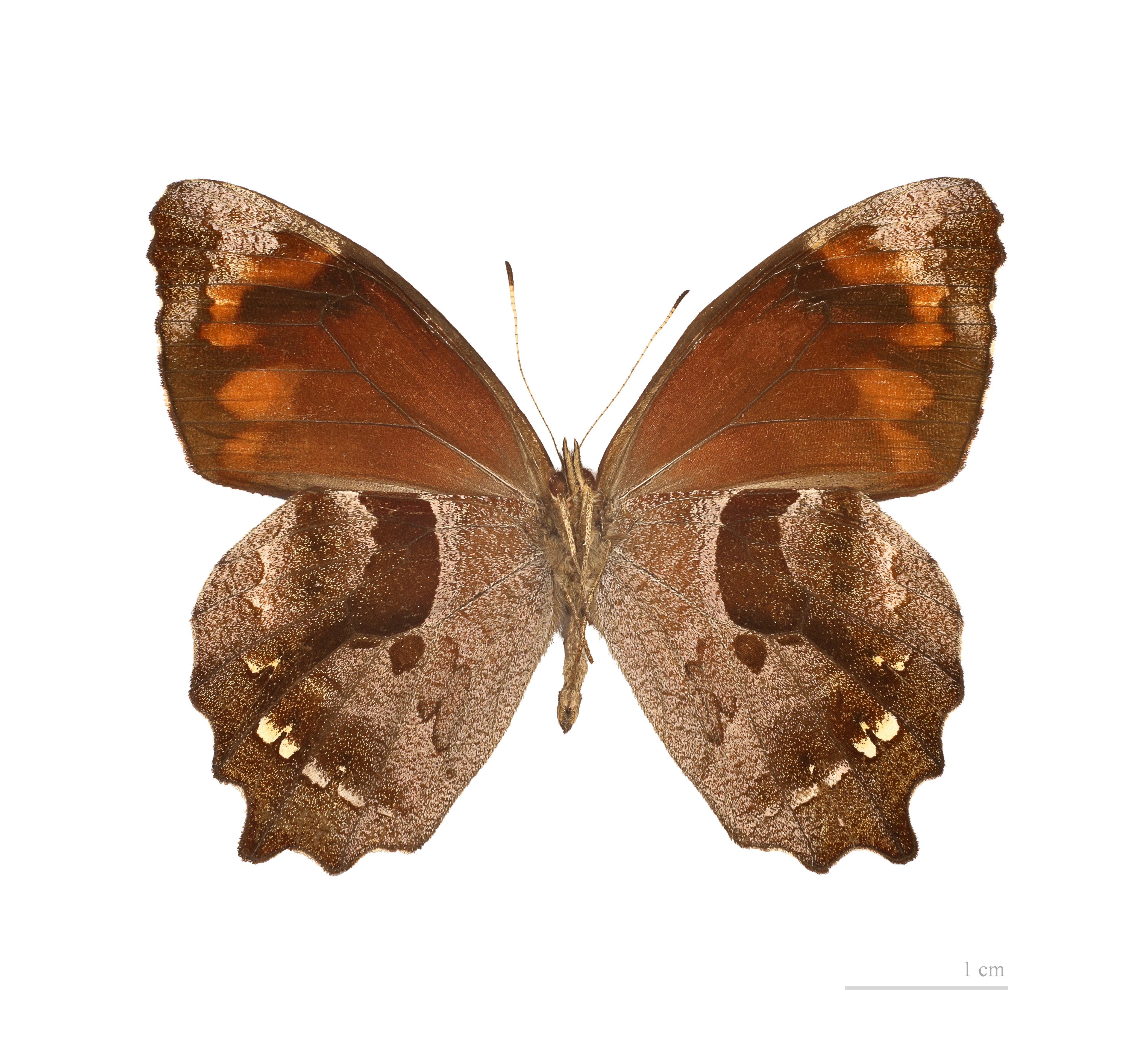
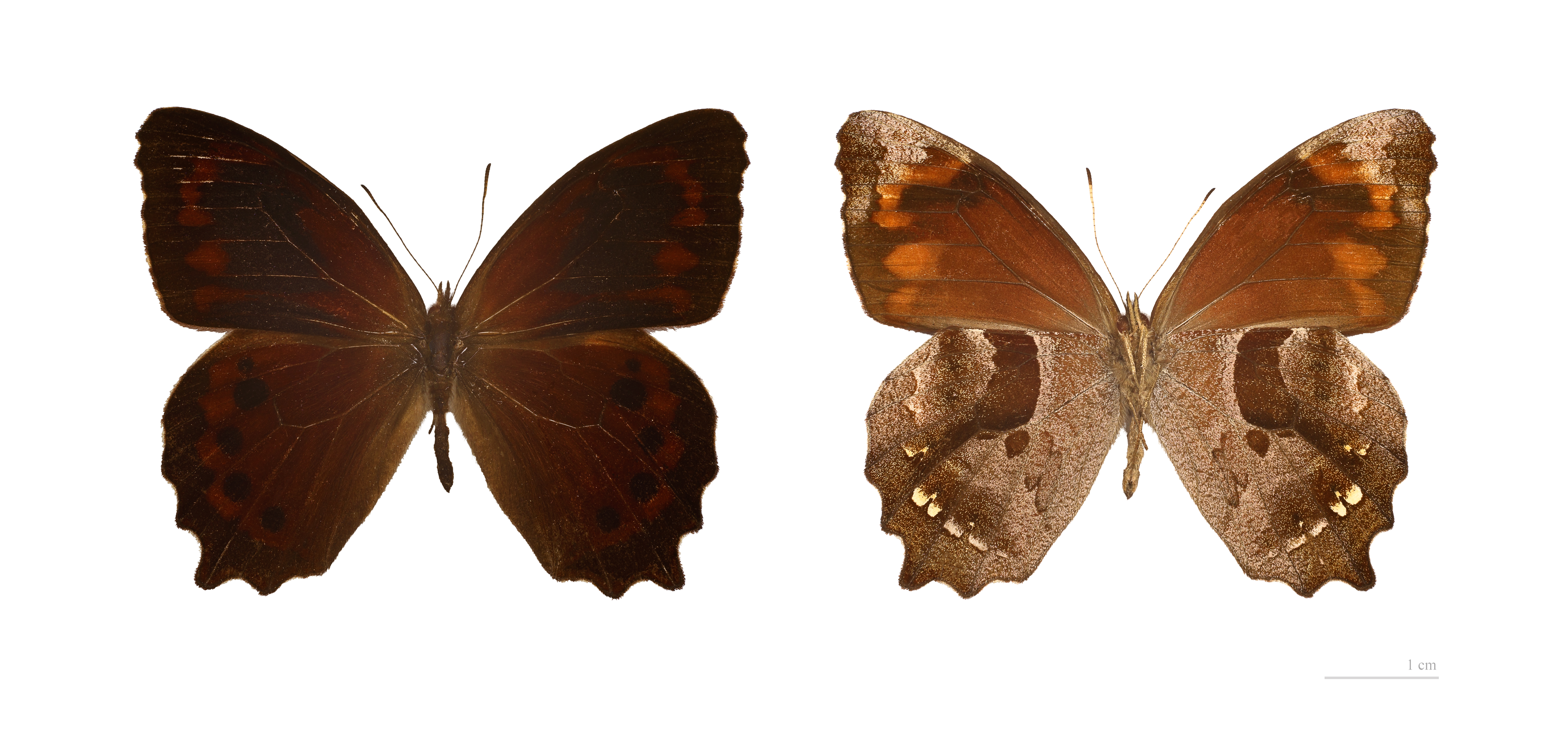